# Сутамла
Сутамла (асам.: স্বৰ্গদেউ জয়ধ্বজ সিংহ) — цар Ахому. За часів його правління на територію Ахому вторгся могольський намісник Бенгалії Мір Джумла II. Він навіть спромігся захопити столицю Сутамли, місто Ґархґаон. Через це Сутамла був змушений відійти до Намрупу.